# 四川省成都市城北中学
四川省成都市城北中学，也称四川省成都市公共交通职业中学，是成都市教育局直属学校，位于四川省成都市人民北路成华街2号。

## 沿革
1983年9月，成都大学中文系在成都市城北中学开展“初中语文自学辅导教学”实验，采取卢仲衡的理论，扩展学生的自学能力。这项实验逐步扩大到云南、广东、福建、海南、北京、上海、辽宁等省市。该校是中华人民共和国“汽车驾驶与维修紧缺人才培训基地”之一。